# 巴格达州
巴格达州（Vilâyet-i Bagdad，现代土耳其：Bağdat Vilâyeti），鄂圖曼帝国在今伊拉克中部设立的州级行政区划，其首府为巴格达。

## 历史
1869年，米德哈特帕夏被任命为巴格达总督。他建立了对阿拉伯半岛内志的管辖，将奥斯曼帝国的统治扩张到了卡塔尔的比达镇（Al Bida），于1871年6月建立隶属于巴格达州的内志桑贾克。1872年1月，卡塔尔成为内志桑贾克下辖的一个卡扎。1875年，内志桑贾克划归巴士拉州。
第一次世界大战过程中，英国于1914年占领了巴格达州的部分地区，1917年占领了整个巴格达州。1918年奥斯曼帝国与英国签署《穆德洛斯停战协定》，巴格达州正式脱离奥斯曼帝国统治。

## 行政区划
巴格达州下辖多个桑贾克：
1. 巴格达桑贾克（巴格达）
2. 迪瓦尼耶桑贾克（迪瓦尼耶）
3. 卡尔巴拉桑贾克（卡尔巴拉）
4. 内志桑贾克（内志，1871年6月-1875年，其后属巴士拉州）[5]

## 图集

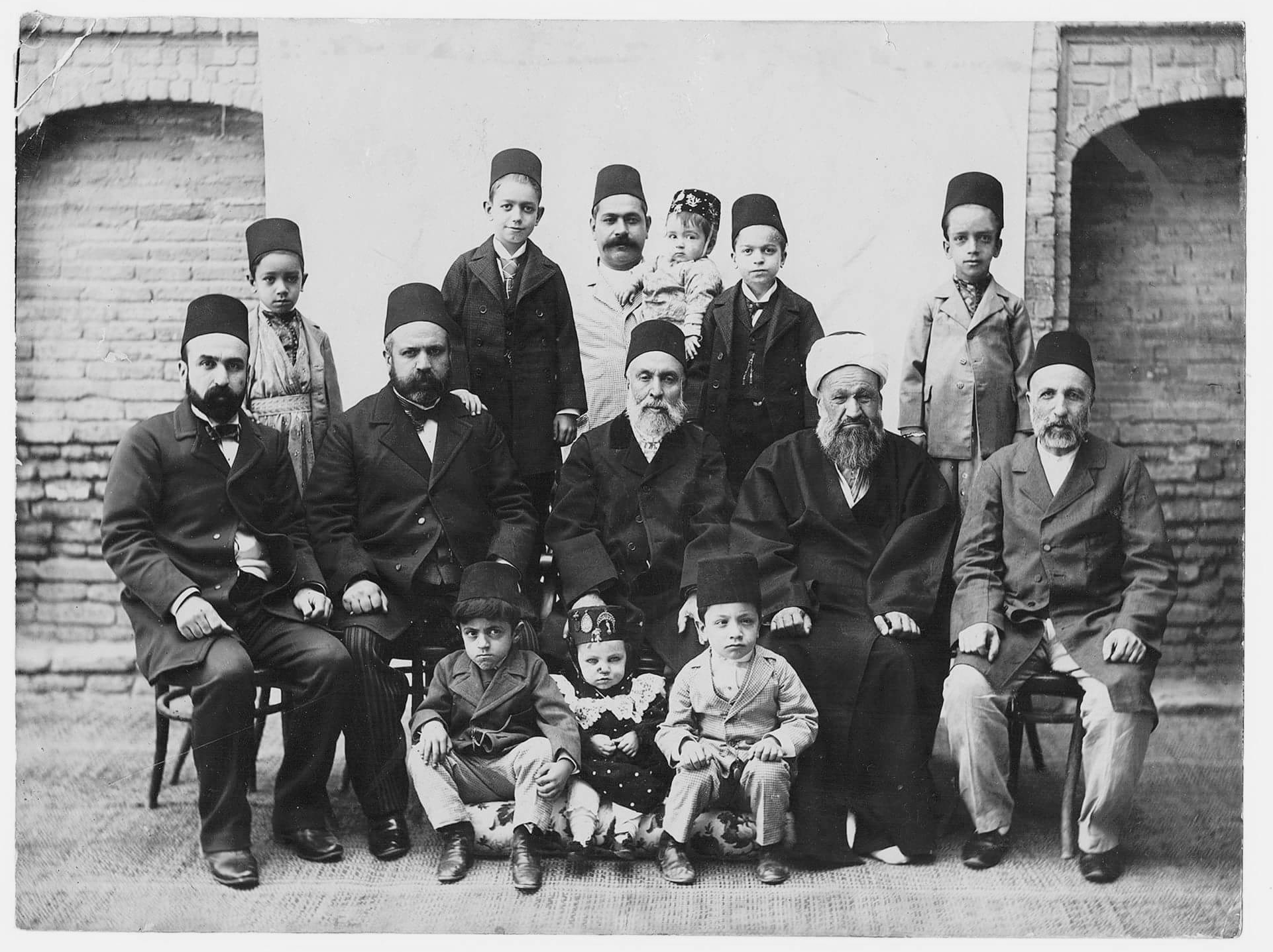
阿沙基尔埃芬迪总督与其家人，1901年拍摄于巴格达
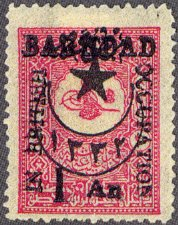
英国殖民者1917年发行的邮票
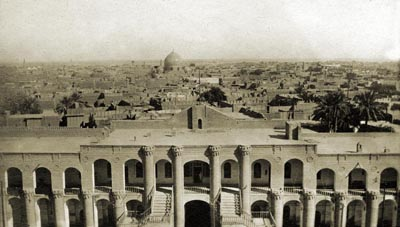
1918年的首府巴格达
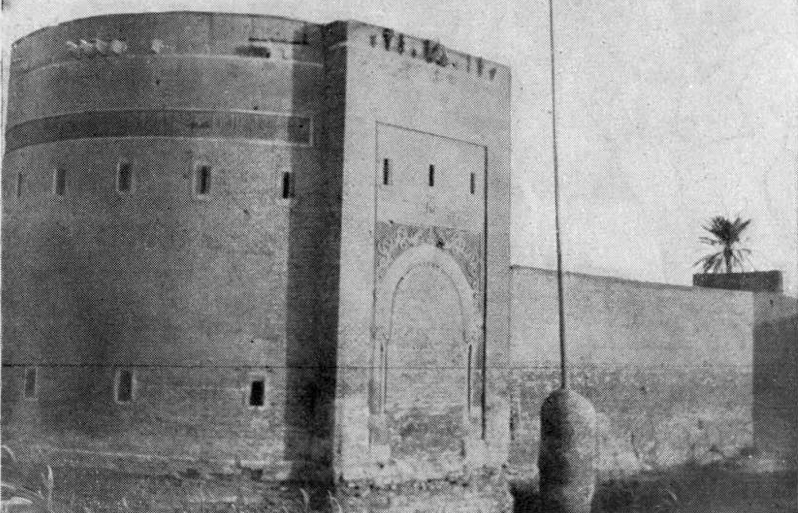
1918年的巴格达城墙（英语：Gates of Baghdad）